# Schwarze Seminolen

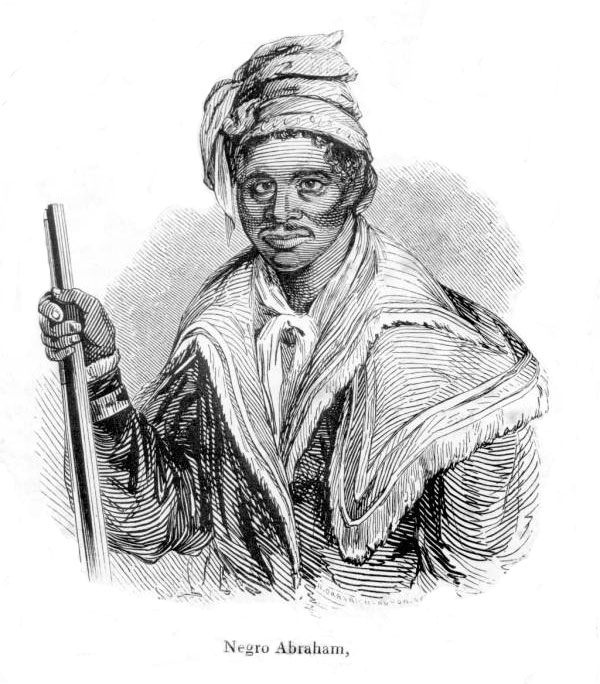
Abraham, ein Anführer der schwarzen Seminolen (Kupferstich von 1848)

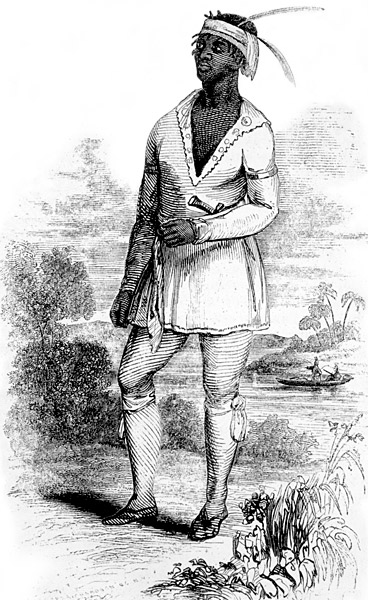
John Horse, ein Anführer der schwarzen Seminolen (Kupferstich von 1848)

Unter Schwarzen Seminolen (engl.: Black Seminoles) versteht man aus den Plantagen in Georgia und South Carolina nach Florida in die Stammesgebiete der Seminolen geflohene Sklaven afrikanischen Ursprungs und deren Nachfahren. 

## Geschichte
Die meisten entflohenen Sklaven sollen vor der Flucht nach Florida der Gullah-Sprachgruppe angehört haben. Einige Schwarzafrikaner „erwarben“ die Seminolen auch von den Spaniern und Briten.
Nach der Flucht zu den Indianern entwickelten sich ab dem späten 18. Jahrhundert eigenständige Siedlungen der schwarzen Seminolen mit einer Vasallen-ähnlichen Beziehung zu den Seminolen (Abgaben an die Dörfer der indianischen Seminolen und im Gegenzug Schutz durch die Indianer). Nach ihrer Ankunft erhielten sie Werkzeuge und Saatgut für ihre Dörfer. Ihre Gesellschaft wurde ähnlich der von den indianischen Seminolen aufgebaut. Die Führung des losen Stammes war gemischt aus den schwarzen und den indianischen Seminolen.  Sie bauten vor allem Reis und anderes Getreide an und übernahmen die indianische Kleidung. Die Seminolen übernahmen den Reisanbau und die Musik der schwarzen Seminolen. Nach einiger Zeit kam es auch zu Heiraten zwischen schwarzen und indianischen Seminolen und somit zu gemischten Dörfern.
Von den weißen Siedlern wurde die Aufnahme der Schwarzen bei den Seminolen kritisch betrachtet da sie befürchteten, es könnte zu weiteren Fluchtversuchen von schwarzen Sklaven kommen. Die Aufnahme von Schwarzen durch die Seminolen nahm Andrew Jackson als Anlass für seinen Einmarsch in Florida 1817. Im Zuge der zwei Seminolenkriege (1817 bis 1818 und 1835 bis 1842), wo die schwarzen Seminolen zusammen mit den Indianern kämpften, flohen einige schwarze Seminolen auf die Bahamas. Während des zweiten Seminolenkrieges kam es mit Hilfe der schwarzen Seminolen zu mehreren Aufständen der schwarzen Sklaven auf den Plantagen in Florida und Überläufen der Sklaven zu den Seminolen.
Die meisten wurden nach dem zweiten Seminolenkrieg zusammen mit den indianischen Seminolen in das Indianerterritorium, das heutige Oklahoma, deportiert (Pfad der Tränen). Dort lebten sie durch die weißen Siedler und die Aufsicht der ebenfalls Sklaverei betreibenden Creek zum Teil wieder im Zustand der Sklaverei.
Heute leben  Schwarze Seminolen überwiegend in Oklahoma, aber auch in Texas, auf den Bahamas und in Mexiko (bei Coahuila). Sprachen sind überwiegend Englisch und Spanisch, aber auch Afro-Seminolisches Kreol (Afro-Seminole Creole) und Muskogee.
„Schwarze Seminolen“ ist eine moderne Bezeichnung. Wie sich diese Menschen selbst nannten, ist nicht bekannt. In Mexiko bezeichnen sie sich als Indios Mascogos, in Texas als Seminolen und in Oklahoma als Freedmen (engl. für Befreite Menschen).
Bekannt wurden auch die Seminole Negro Indian Scouts als Späher, welche von 1870 bis 1914 im Einsatz für die US-Armee waren.

## Erinnerung
- Fort Mose Historic State Park in Florida ist ein National Historic Landmark an der Stelle der ersten freien schwarzen Gemeinde in den USA
- Vier schwarze Seminolen wurden mit der Medal of Honor ausgezeichnet.
- Ein großes Schild im Bill Baggs Cape Florida State Park erinnert an die Stelle, von der hunderte ehemaliger Sklaven auf die Bahamas in den frühen 1820ern geflohen waren
- Red Bays, Andros, die historische Siedlung auf den Bahamas und Nacimiento, Mexiko werden als international anerkannte Stätten des Network to Freedom Trail angesehen.